# Infinite Jest
Infinite Jest è un romanzo dello scrittore statunitense David Foster Wallace, pubblicato nel 1996. L'opera, lunga oltre le mille pagine, si segnala per un'intricata e inusuale struttura narrativa, caratterizzata dalla presenza labirintica di molteplici narratori e da una cronologia interna fortemente frastagliata e non lineare, sorretta da un'imponente mole di note (se ne contano 388, molte delle quali note di altre note), che fungono da collante tra vari livelli della narrazione e, allo stesso tempo, da strumento d'approfondimento alle tematiche affrontate.
Ambientato perlopiù a Boston in un futuro imprecisato, ma non troppo lontano dal periodo in cui fu pubblicato, il romanzo tocca una vastissima gamma di argomenti, quali il tennis inteso come metafora dell'agonismo insito nello stile di vita medio americano e delle "infinite soluzioni in uno spazio finito", la dipendenza dalle sostanze stupefacenti e i relativi programmi di recupero e riabilitazione (vero fulcro su cui ruota la maggior parte delle vicende), gli abusi sui minori, la pubblicità e il suo rapporto dialettico con il tessuto sociale, l'intrattenimento popolare nelle sue forme maggiormente parossistiche e alienanti, le più disparate teorie cinematografiche e, attraverso la vicenda d'un gruppo secessionista quebecchese illustrata nel libro, il complesso rapporto dell'identità nazionale e dei suoi processi gestativi.
Reputato un romanzo enciclopedico, per la complessità e vastità della sua struttura e dei temi trattati, si accosta, come altre opere dell'autore, alle correnti letterarie postmoderne del realismo isterico e dell'Avantpop.

## Genesi dell'opera
Wallace cominciò a lavorare a Infinite Jest tra il 1986 e il 1989. Tra il 1991 e il 1993 completò il manoscritto; alcune parti del romanzo apparvero a partire da quell'anno su numerose riviste letterarie statunitensi.

Wallace inviò il manoscritto - che nella prima stesura era lungo 1600 pagine - alla casa editrice Little, Brown and Company. L'editor che seguì la pubblicazione di Infinite Jest, Michael Pietsch, operò alcuni tagli al romanzo, che Wallace accettò a malincuore. In una lettera datata 22 dicembre 1994, Pietsch scrisse all'autore:
Wallace decise di inviare una copia del manoscritto al suo collega e amico Steven Moore, che lo aiutò a selezionare le parti da tagliare. Il romanzo fu poi pubblicato il 1º febbraio 1996.

## Storia editoriale
Il romanzo prende il nome, almeno in parte, da un verso dell'Amleto, in cui il principe danese fa riferimento a Yorick, il buffone di corte: "Ahimè, povero Yorick! L'ho conosciuto, Orazio: un compagno di scherzi infiniti" (infinite jest, in lingua originale). A tale citazione si fa allusione molte volte, dato che la compagnia cinematografica di James Incandenza si chiama "Poor Yorick Productions".
Durante la stesura, Wallace aveva scelto il titolo temporaneo di A failed entertainment. A tal proposito, l'autore ebbe a dichiarare:
L'editore scelse come copertina un'immagine in cui il titolo appariva nel cielo, avvolto dalle nuvole. Wallace avrebbe preferito, stando alle dichiarazioni di David Lipsky, una foto di Fritz Lang che dirige la sua troupe durante le riprese di Metropolis, foto di cui tra l'altro si parla nelle pagine finali del libro.

## Trama
(D. F. Wallace, Infinite Jest)
Le vicende ruotano attorno alla cartuccia smarrita di un film (a cui spesso si fa riferimento come "l'Intrattenimento") intitolata Infinite Jest dal suo autore, James Incandenza: la visione del film produce un vero e proprio piacere fisico, talmente intenso che i suoi ignari spettatori dopo pochi istanti diventano catatonici e perdono qualsiasi interesse per tutto ciò che non sia l'infinita visione del film.
La cartuccia rappresenta l'incarnazione estrema della dipendenza, uno dei temi centrali del romanzo, che si svolge in gran parte nell'accademia di tennis fondata da Incandenza (l'ETA, situata nei sobborghi di Boston) e nell'attigua casa di recupero e reinserimento per tossicodipendenti (l'Ennet House) in cui presta servizio Don Gately, un ex ladro d'appartamenti e tossicodipendente in via di reinserimento.
Nel mondo futuristico del romanzo, il Nord America è uno stato unico composto dagli Stati Uniti, dal Canada e dal Messico denominato Organization of North American Nations. Le grandi imprese acquistano il diritto di dare il nome a ciascun anno del calendario e quelli che una volta erano gli Stati Uniti del nord est sono diventati un'enorme e insalubre discarica annessa al Quebec, conosciuta come "La Grande Concavità", in cui confluiscono le scorie di un processo di produzione energetica noto come "anulazione". Di converso, il Canada tende a non voler riconoscere il territorio come proprio (per ovvi motivi): si tratta, insomma, di una terra di nessuno.

### Tempo Sponsorizzato
Nel futuro rappresentato nel romanzo, la spietata ricerca di nuovi mercati ha creato un mondo in cui, per decreto dell'ONAN, gli anni prendono il nome unicamente dal loro sponsor aziendale.
1. Anno del Whopper
2. Anno dei Cerotti Medicati Tucks
3. Anno della Saponetta Dove in Formato Prova
4. Anno del Pollo Perdue Wonderchicken
5. Anno della Lavastoviglie Silenziosa Maytag
6. Anno dell'Upgrade per Motherboard-Per-Cartuccia-Visore-A-Risoluzione-Mimetica-Facile-Da-Installare Per Sistemi TP Infernatron/InterLace Per Casa, Ufficio, O Mobile Yushityu 2007 (sic)
7. Anno dei Prodotti Caseari dal Cuore dell'America
8. Anno del Pannolone per Adulti Depend
9. Anno di Glad

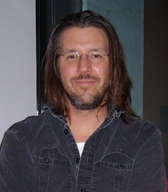
L'autore.

Gran parte della storia di Infinite Jest ha luogo nell'Anno del Pannolone per Adulti Depend, o A.P.A.D., che è probabilmente l'anno gregoriano 2009, essendo l'Anno dell'Upgrade per Motherboard il 2007. Il critico Stephen Burn, nel suo libro su Infinite Jest, argomenta in modo convincente che l'A.P.A.D. corrisponde al 2009: la Rivolta Linguistica del MIT (fomentata dai Grammatici Militanti del Massachusetts, di cui fa parte anche Avril) si verifica nel 1997 (vedi nota 24 e in particolare pag. 1314) dodici anni prima dell'A.P.A.D. (cfr. nota 60). A sostegno dell'ipotesi che l'A.P.A.D. sia il 2009 è anche il fatto che nel testo è esplicitato il giorno della settimana in cui cade l'11 novembre A.P.A.D., ossia il mercoledì (cfr. pag. 749); l'11 novembre cade di mercoledì proprio nel 2009.
È però anche possibile che l'A.P.A.D. sia l'anno gregoriano 2008, siccome Matty Pemulis compie 23 anni proprio nell'A.P.A.D. (pag. 908). Il padre di Matty e Michael "era arrivato a Lenster [...] nel 1989. Matty a quel tempo aveva tre o quattro anni" (pag. 909). Se Matty aveva compiuto quattro anni nel 1989, ciò significa che è nato nel 1985, ovverosia compie 23 anni nel 2008.
Ma è anche possibile che Wallace abbia deliberatamente mantenuto la corrispondenza del tempo sponsorizzato al calendario gregoriano volutamente fluida e vaga nelle oltre 1400 pagine del libro.

### Eventi principali
Qui di seguito si presentano gli eventi nell'ordine in cui sono raccontati, dunque il libro inizia con quello che è l'ultimo evento della storia nell'ordine cronologico.
Al colloquio di ammissione dell’adolescente Hal Incandenza all’Università dell’Arizona, i decani dell’università sono preoccupati del fatto che Hal possa aver imbrogliato nella sua domanda di ammissione, risultata di qualità estremamente notevole. Hal prova a spiegare che la domanda è autentica, ma sembra avere qualche tipo di crisi o episodio psicotico ed è portato all’ospedale. Hal ha sempre avuto difficoltà a comunicare con suo padre, James, morto suicida. Le loro conversazioni finivano con Hal che soffocava. Hal condivide la sua stanza - all’Enfield Tennis Academy di Enfield, Massachusetts, un college privato che è contemporaneamente liceo e accademia di tennis – con il fratello Mario, che ha una disabilità mentale. Hal parla al telefono col fratello Orin, ma cade la linea.
Orin è un giocatore dell’NFL che sta avendo incubi su sua madre, Avril. Hal ha sviluppato una segreta dipendenza dalla marijuana, e spende molto del suo tempo drogandosi di nascosto nella Stanza delle pompe dell’aria dell’E.T.A. Il padre di Hal era il primo preside dell’E.T.A.; dopo la sua morte, suo cognato Charles Tavis ne ha preso il posto. Charles e Avril avevano una relazione e Charles è probabilmente il vero padre di Mario. Sia James che suo padre, James Sr., erano stati in gioventù tennisti di talento. James Jr. conseguì un dottorato in fisica ottica e cominciò a girare film d'avanguardia. La madre di Hal, Avril Incandenza, è una donna del Québec, e il suo matrimonio con James le ha permesso di assicurarsi il visto statunitense, dopo aver incontrato difficoltà a causa del suo coinvolgimento giovanile con separatisti del Québec. James aveva 54 anni quando si uccise.
L’attaché medico del Principe Q-, il Ministro Saudita dell’Intrattenimento da Casa, vuole rilassarsi alla fine della giornata guardando un film. Trova una cartuccia senza descrizione che gli è stata inviata per posta, e la mette nel Teleputer (TP) per guardarla. Don Gately è un tossicodipendente di 27 anni, che svaligia case per finanziare la sua dipendenza. Irrompe nella casa di Guillaume DuPlessis e per sbaglio lo uccide imbavagliandolo, dato che DuPlessis era malato e non poteva respirare dal naso. Kate Gompert, una ragazza appena ricoverata in un ospedale dopo il suo quarto tentativo di suicidio in tre anni, parla al suo dottore dell’insopportabile dolore e depressione e come si interseca con la sua dipendenza di marijuana. Intanto, l’attaché medico non si è fatto vivo al lavoro, quindi l’assistente personale del Principe Q- va alla sua casa a vedere cosa è successo. L’assistente stesso non torna indietro e non lo fanno nemmeno due guardie della sicurezza dall’ambasciata Saudita, né un paio di Avventisti del Settimo Giorno che provano a consegnare un pamphlet alla casa dell’attaché. L'intero gruppo di persone rimane a fissare il TP dell’attaché.
Rémy Marathe, un uomo del Québec sulla sedia a rotelle e membro dell’organizzazione separatista A.F.R. (Assassins des Fauteuils Rollents, ovvero gli Assassini sulla Sedia A Rotelle), s’incontra con l’agente dei Servizi Non Specificati Hugh Steeply, in Arizona. Hugh è sotto copertura e vestito come Helen, una giornalista. Marathe è un agente che fa il triplo o il quadruplo gioco e non è chiaro se sta effettivamente tradendo l’A.F.R. o no. I due discutono di una cartuccia film letale chiamata l’Intrattenimento che è stata spedita all’attaché medico saudita. L’A.F.R. vuole usare la cartuccia come arma di distruzione di massa per forzare la secessione del Quebec sia dal Canada che dall’O.N.A.N. (l’Organizzazione delle Nazioni dell’America del Nord). Il creatore dell’Intrattenimento è di Boston, che è la città Americana più vicina alla Grande Concavità, un deserto – discarica che è stato “regalato” al Canada durante la formazione dell’O.N.A.N.
La Ennet House – Casa di Recupero da Droga e Alcool – era stata fondata da un tossicodipendente che credeva così tanto in un’estrema forma di sottomissione ai programmi di recupero, che aveva fatto mangiare rocce ai residenti pur di provare il loro impegno per la sobrietà (pratica poi proibita). La Ennet House è nello stesso luogo dell’Ospedale della Sanità Pubblica Enfield Marine, che è a una breve distanza dall’E.T.A. Kate ora è un residente alla Ennet House e Don Gately è nel personale residenziale.
Uno studente dell’E.T.A. chiamato Michael Pemulis viaggia a Boston per comprare DMZ, una potente droga chiamata col soprannome “Madame Psychosis”, come la presentatrice di un programma radiofonico cult della radio degli studenti del M.I.T., la WYYY. Mentre il programma viene registrato, Madame Psychosis siede dietro uno schermo nello studio e fuma. In seguito, Hal, Pemulis e il loro amico Trevor Axford pianificano il loro trip con la DMZ, sapendo che avranno bisogno di stare nascosti per 36 ore dopo l’esperienza.
Una ragazza di nome Joelle Van Dyne pianifica di uccidersi tramite overdose alla festa della sua amica Molly Notkin. Joelle e Molly si erano incontrati nel dipartimento del M.I.T. di Teoria del Film e Cartucce filmiche. Joelle è dipendente da cocaina e crack e, anche se non ama più fare uso di droghe, non riesce a sentire di poter fermarsi. Ha un velo davanti alla faccia perché ha il volto sfregiato. Dopo aver tentato l’overdose, vomita nel gabinetto di Molly. Orin chiama Hal e gli dice che sta per essere intervistato da una giornalista (presumibilmente Helen Steeply). I fratelli discutono delle conseguenze del suicidio di James. Hal è stato colui che trovò il corpo del padre, il quale si era messo la testa in un microonde. Durante l’anno da matricola di Orin al college, lui s’innamorò di una majorette del secondo anno, Joelle van Dyne, cui lui diede il soprannome di La Ragazza Più Carina di Tutti i Tempi (The Prettiest Girl of All Time o Prettiest G.O.A.T.), e passò dal tennis al football per poter stare con lei. Joelle e Orin iniziarono a uscire e Joelle cominciò ad apparire in alcuni dei film di James.
In Arizona, Marathe e Steeply hanno un dibattito sul valore, la dipendenza statunitense per la libertà individuale contro il valore, la devozione, la dipendenza canadese per il bene comune. In seguito, Steeply parla a Marathe di un esperimento biomedico canadese dove degli animali hanno ricevuto pressioni con una leva, che producono intense sensazioni di piacere attraverso gli elettrodi nel cervello. Gli animali sono morti nell’esperimento perché assuefatti al piacere, ma quando i dettagli dell’esperimento sono trapelati, centinaia di volontari giovani e sani provarono a iscriversi come soggetti per i test.
Ogni anno al “Giorno dell’Interdipendenza”, gli studenti dell’E.T.A. partecipano a un complesso gioco di loro invenzione chiamato Eschaton, che simula un conflitto armato internazionale. Quest’anno, il gioco degenera in una grossa scazzottata, tra lo sgomento di Hal e degli altri studenti più vecchi. In seguito, Mario fa la sua proiezione annuale del film che ha realizzato sulla nascita dell’O.N.A.N. usando le marionette. Avendo fallito nel tentativo di suicidarsi, Joelle prova con la Ennet House. Gately è attratto da lei anche se indossa il velo tutto il tempo. Madame Psychosis - cioè Joelle - manca alla sua stazione radio e Mario – che è un fan del suo programma – è sconvolto. A Boston, membri degli A.F.R. arrivano a un negozio di noleggio di cartucce filmiche che appartiene ai fratelli Lucien e Bertraund Antitoi, che per poco tempo furono separatisti del Québec, cercando la copia master dell’Intrattenimento; tuttavia la copia che trovano è di sola lettura. Uno di loro uccide Lucien ficcandogli in gola un manico di scopa spezzato.
Dopo il fiasco dell’Eschaton, tutti gli studenti dell’E.T.A. sono sanzionati e i più vecchi ricevono la punizione più dura: Hal e i suoi amici devono fare un test dell’urina. Alla Ennet House, il nuovo residente Randy Lenz continua a prendere piccole quantità di cocaina e comincia anche a essere violento con gli animali. Rodney Tine, il Capo dei Servizi Non Specificati, sta facendo di tutto non solo per rintracciare la copia master dell’Intrattenimento, ma anche per fermare il curiosissimo Presidente degli Stati Uniti, l'ex cantante lounge e narcisista Johnny Gentle, dal vederlo. All’E.T.A., Pemulis va nell’ufficio senza porta di Avril e la coglie nel mezzo di un gioco di ruolo sessuale con lo studente dell’E.T.A. John Wayne. Lenz e un altro residente dell’Ennet House, Bruce Green, tornano alla casa da un incontro degli Alcolisti Anonimi (AA): Lenz è fatto di coca e non smette di parlare, mentre Green è distratto dai ricordi della sua infanzia infelice. Improvvisamente, Lenz afferra un cane e lo accoltella. Kate e un altro residente della Ennet House, Ruth Van Cleve, camminano vicino Inman Square, quando un tossicodipendente chiamato Povero Tony Krause gli scippa le borse, ferendo Kate.
Intanto, Orin è in un hotel e sta facendo sesso con il suo ultimo “Soggetto”, una svizzera che fa la modella di mani, quando un uomo in sedia a rotelle bussa alla porta e gli chiede di rispondere ad alcune domande per un sondaggio. Orin risponde e l’uomo gli chiede di cosa è nostalgico. Comunque, la conversazione non dura a lungo, perché l’uomo nota che Orin è impegnato.
All’E.T.A., è rivelato che il test dell’urina di Hal e degli altri non avverrà prima di altri 29 giorni. Hal smette di fumare erba e si sente una persona completamente differente; gli altri studenti si chiedono cosa c’è che non va con lui. Helen Steeply arriva all’E.T.A. sperando di intervistare Hal per la sua “scheda” su Orin, tuttavia il personale dell’E.T.A. è riluttante a lasciarla parlare con lui. Qualcosa va terribilmente male nella partita di Hal contro Ortho Stice e perde il suo secondo posto nella classifica degli studenti dell’E.T.A. Hal guarda alcune delle cartucce filmiche del padre ed è amareggiato dal finale inconclusivo e ambiguo, che trova imbarazzantemente maldestro e pesante. Hal finalmente si apre a Mario, confessandogli il suo abuso di droga e ammettendogli che si sente perso e confuso riguardo a cosa fare. Si sente colpevole e scopre che Pemulis sarà usato come un capro espiatorio per la questione dell’abuso di sostanze all’E.T.A. Hal va alla Ennet House chiedendo di essere ricoverato, partecipa ad un incontro di Narcotici Anonimi (NA) ed è scioccato da cosa ci trova. A Pemulis viene detto che verrà espulso dall’E.T.A., notizia a cui reagisce con calma.
I membri della A.S.R. mettono a punto la strategia per la loro prossima mossa, chiedendosi se debbano torturare Joelle e/o i membri della famiglia Incandenza per aiutarli a trovare la copia master dell’Intrattenimento. Marathe arriva alla Ennet House fingendo di essere uno svizzero dipendente dall'eroina e chiede di essere ricoverato: la direttrice della Ennet House, Pat Montesian, lo accoglie. Marathe è insicuro se debba tradire gli A.F.R. o no; vuole concludere il corso degli eventi soprattutto per aiutare sua moglie, Gertrude, che è fortemente invalida, comatosa e ha bisogno di urgenti cure mediche. A un jazz club di Inman Square, Kate e Marathe si stanno ubriacando insieme. Kate, che sta avendo una ricaduta, accusa Marathe di non aver amato davvero sua moglie prima del coma.
Molly è interrogata da agenti dei Servizi Non Specificati. Spiega che il vero nome di Madame Psychosis / Joelle è Lucille Duqeutte e che è del Kentucky. Il padre di Joelle era attratto sessualmente da lei e dopo che lui lo aveva finalmente confessato, la madre di Joelle ha provato a lanciargli dell’acido addosso, ma finì per colpire Joelle, sfigurandola. Molly racconta che per quel che ne sa lei Joelle è la protagonista senza veli del film che presumibilmente è l'Intrattenimento di cui tutti parlano, chiamato Infinite Jest, che "rappresenta Madame Psychosis come una specie di incarnazione materna della figura archetipica della Morte, ed è seduta nuda, il corpo stupendo, fantastica, enormemente incinta, la faccia orribilmente deforme è o velata o coperta da pixel di colore ingranditi al computer o anamorfizzata fino a diventare irriconoscibile da obiettivi molto inusuali, e sta seduta lì nuda a spiegare con parole molto semplici a chiunque sia la persona rappresentata dalla macchina da presa che la Morte è sempre femmina e che la femmina è sempre materna. La donna che ti uccide è sempre la madre della tua prossima vita".
Fuori dalla Ennet House, scoppia una rissa tra Lenz e un gruppo di canadesi,a cui si uniscono molti altri residenti. Nella zuffa uno dei canadesi spara a Gately, che viene poi portato all’ospedale dove prova a spiegare che non gli possono dare narcotici perché è un tossicodipendente, ma non riesce a comunicare in quanto intubato. Vari membri del personale e residenti della Ennet House lo visitano, ma nessuno sembra accorgersi o curarsi del fatto che non riesce a rispondergli.
In una sequenza onirica surreale, Gately è visitato da uno “spettro” che si rivela essere James Incandenza. Durante la sua visita, lo spettro spiega che ha realizzato l’Intrattenimento come un modo disperato di comunicare con Hal. Anche Joelle fa visita a Gately, anche se questa visita poi si rivela essere un sogno. Gately ha dei sempre più frequenti incontri con dei dottori che cercano di dargli narcotici, ma lui è ancora incapace di esprimersi. Gately ricorda l’inizio del suo consumo di droga che lo portò ad essere cacciato dal liceo. Poi lavorò insieme a un tizio dipendente da Dilaudid, chiamato Facklemann, raccogliendo scommesse per un allibratore.
Joelle dice a Hugh / Helen Steeply che la copia master dell’Intrattenimento probabilmente non esiste e se esiste è sepolta con James. Hal guarda un disturbante film snuff realizzato dal padre.
Orin è stato imprigionato in una gabbia di vetro dalla Svizzera modella di mani, che si rivela essere la femme fatale della resistenza pan-Canadese del Québec Luria P-, aiutata da M. Fortier superiore di Marathe agli A.F.R.. Luria versa scarafaggi nella gabbia per forzare Orin a rivelare il nascondiglio della copia master dell’Intrattenimento.
Gately ricorda il momento raccapricciante in cui il suo vecchio capo Facklemann era stato atterrato dai tirapiedi di un certo Sorkin, un allibratore vendicativo che era stato imbrogliato da lui. I tirapiedi cucirono gli occhi a Facklemann e lo forzarono a guardare una cartuccia filmica, mentre diedero a Gately una droga estremamente piacevole e forte chiamata Sunshine. Gately si addormentò per il Sunshine e si risvegliò su una spiagga, steso sulla sabbia congelata.

## Personaggi

### La Famiglia Incandenza
- Hal Incandenza è il più giovane della famiglia Incadenza ed è indiscutibilmente il protagonista del romanzo, in quanto gran parte degli eventi sono incentrati durante il suo ultimo anno all'ETA. Nonostante abbia una intelligenza prodigiosa e sia pieno di talento come altri membri della famiglia, Hal è insicuro riguardo alle sue capacità (e in seguito anche al suo stato mentale) e ha una relazione difficile con entrambi i genitori. Legge e impara a memoria l'Oxford English Dictonary (OED) e spesso, come sua madre, corregge la grammatica dei suoi amici e familiari (in particolar modo quella di Orin). Nelle pagine che narrano gli ultimi eventi in senso cronologico del romanzo, lo stato mentale di Hal regredisce ad una completa alienazione dalle persone e dalle cose che lo circondano, culminando nell'Anno di Glad in un totale collasso mentale e nell'incapacità di esprimersi se non tramite gesti e gorgoglii inumani. A questo riguardo, forti parallelismi possono essere tracciati tra Hal e il personaggio di Amleto. Le cause della condizione di Hal non sono chiare: una spiegazione possibile è il lento effetto di una sostanza psichedelica finzionale chiamata DMZ, che Hal ha accidentalmente ingerito da bambino sotto forma di muffa. Altre cause dello squilibrio potrebbero essere il suo spazzolino da denti dopato con la stessa droga, oppure sostanze finalizzate a stimolare la memoria sciolte nella sua colazione dalla Mami (cfr. pag. 46 nell'edizione Fandango).
- Dott. James Orin Incandenza è il fondatore dell'Enfield Tennis Academy, è un esperto di fisica ottica e un autore cinematografico. È inoltre il creatore dell'Intrattenimento (alias Infinite Jest o il samizdat). Ha avuto in passato un forte attaccamento a Joelle Van Dyne, facendola recitare in molti suoi film, tra cui lo stesso samizdat; la natura precisa della relazione non è definita nel romanzo (in particolare se sia stata platonica o meno). Viene fatto intendere che James sia stato in grado di creare e vedere l'Intrattenimento senza esserne ipnotizzato perché al tempo in cui lo produsse era già dipsomaniaco. Appare nel libro principalmente tramite flashback o sotto forma di fantasma, essendosi suicidato infilando la testa in un forno a microonde. Il suo soprannome in famiglia è Lui in Persona.
- Avril Incandenza, nata Mondragon, è la madre dominante dei figli di Incandenza e moglie di James. Splendida quebechiana, diviene una figura di maggior importanza all'Enfield Tennis Academy (ETA) in seguito alla morte del marito, dopo la quale inizia (o forse prosegue) una relazione con Charles Tavis, il nuovo preside dell'accademia nonché suo fratellastro. Nel libro le sue diverse relazioni sessuali sono materia di varie discussioni, mentre è vagamente tracciata, ma di sicuro certa, la sua liaison con un allievo dell'ETA, John Wayne, e forse anche con suo figlio (di lei) Orin. Il suo soprannome in famiglia è La Mami. Il comportamento della Mami è caratterizzato, tra le altre cose, dalla paura per le porte e le luci sul soffitto e da una sindrome ossessivo-compulsiva che si manifesta nel controllo totale dell'ETA e dei suoi due figli che vivono ancora nell'accademia (Hal e Mario). Bisogna anche menzionare che Avril e Orin non sono più in contatto, benché lei gli scriva quotidianamente.
- Mario Incandenza è il figlio intermedio degli Incadenza, benché viene insinuato nel romanzo che suo padre potrebbe essere Charles Tavis anziché James. Gravemente deforme dalla nascita, è ciononostante sempre di buon umore. È anche un auteur in erba essendo stato impiegato da Lui in Persona come cameraman e aiuto regista, e in seguito ereditando la prodigiosa attrezzatura da studio e il laboratorio cinematografico costruiti dal Dott. Incadenza nel sottosuolo della Enfield Tennis Academy. Il tipico rapporto tra fratelli fra lui e Hal è invertito, laddove Hal (il più piccolo dei due) fa la parte del fratello maggiore che sostiene l'altro. Il soprannome di Mario datogli da Hal e Orin è Booboo.
- Orin Incandenza è il più grande dei figli di Incandenza. È uno sciupafemmine che gioca da professionista al football per gli Arizona Cardinals nel ruolo di punter e non ha più rapporti con gli altri membri della famiglia eccetto Hal. Conosce e si innamora di Joelle Van Dyne ed è proprio lui a presentarla a suo padre James, ma in seguito l'attrazione nei suoi confronti svanisce, forse anche a causa dell'ossessione di Lui in Persona nei riguardi della ragazza. Dopo Joelle comunque, tutte le conquiste di Orin sono donne che hanno avuto figli e ciò può essere ricollegato al rapporto di odio/amore instaurato con sua madre. Le ultime scene che lo ritraggono all'interno del romanzo ricordano molto da vicino il finale di 1984 di George Orwell.

### La Enfield Tennis Academy
- Michael Pemulis (alias Peemster, Penis-less) - Pemulis, un ragazzo della classe operaia proveniente dal sud, è il miglior amico di Hal. Pemulis è il classico burlone ed è colui che procura le droghe ai residenti dell'accademia; è anche un genio della matematica. Ciò, combinato al suo lob limitato ma precisissimo, lo ha reso il primo Maestro di Eschaton. (Eschaton è un gioco di ruolo ambientato in una verosimile guerra nucleare ricostruita su una mappa che ricopre quattro campi da tennis attigui, e richiede un computer per i calcoli e che i partecipanti siano esperti sia nella teoria dei giochi che nel colpire degli obiettivi fisici con le palle da tennis). Pemulis è perciò l'archetipo del giocatore di Eschaton e benché il romanzo inizi dopo il periodo in cui egli prendeva parte a tale gioco (i partecipanti vanno dai dodici ai quattordici anni), Pemulis è ancora considerato il più grande giocatore di tutti i tempi, rappresentando la corte di appello definitiva per tutte le questioni inerenti al gioco. Vale la pena menzionare che Pemulis è un vero esperto nell'arte della vendetta: nessuno si permette più di soprannominarlo Penis-less (senza pene). Ha anche un fratello che faceva parte delle drag queen di Boston (tra le quali c'erano anche Povero Tony e Randy Lenz), vittima durante l'infanzia di violenze carnali ad opera di suo padre, quando viveva assieme a Michael ad Allston.
- Ortho "Il Tenebra" Stice - Un altro personaggio vicino ad Hal. Il Tenebra si lascia sponsorizzare soltanto da marchi che producono abbigliamento sportivo in nero, e da ciò deriva il suo soprannome. Ottiene una sconfitta di misura da Hal nella parte finale del libro, e diviene un personaggio di maggior spessore nel romanzo a mano a mano che il suo spirito di abnegazione cresce.
- John Wayne - Wayne occupa il primo posto nella classifica dei giocatori della scuola, e fu scoperto da James Incadenza durante le riprese di uno dei suoi pretenziosi ed eccentrici film che era basato su delle interviste a diversi uomini che si chiamavano John Wayne, provenienti da ogni angolo degli Stati Uniti. Spaventosamente efficiente, controllato, sul campo non dissimile da una macchina, Wayne occupa un ruolo considerevole nel romanzo, benché il lettore ne ascolti la voce direttamente solo una volta.

### La Ennet House e le Case di Recupero dalle Tossicodipendenze
- Don Gately era un ladro che abusava di Demerol ed è attualmente un consigliere della Ennet House in cui ancora risiede. È uno dei personaggi centrali del libro, secondo solo ad Hal; Gately è anche il ladro d'appartamenti che, introdottosi nella casa dell'Assistente Procuratore Distrettuale, non vi ruba nulla, ma invia all'assistente stesso un mese dopo il tentato furto una foto che lo ritrae insieme al suo complice con gli spazzolini da denti del procuratore e della sua compagna infilati nel sedere. Gately è l'assassino, per cause del tutto accidentali, di M. DuPlessis, uno dei cervelli dietro i quebechiani dell'F.L.Q (Fronte de Libération de la Quebec) e uno dei ricercatori del samizdat.
- Joelle Van Dyne, alias Madame Psychosis alla radio (il nome che utilizza quando va in onda, un gioco di parole, visto che in inglese suona quasi come la parola metempsychosis); è anche conosciuta come la Più Bella Ragazza Di Tutti i Tempi, nome affibbiatole da Orin. Indossa sempre un velo, à la Elephant Man, per nascondere il viso: che lo faccia in quanto Deforme Repellentemente e Improbabilmente, o bella da togliere il respiro, o ancora che sia stata tremendamente bella in passato e ora deforme, è lasciato all'interpretazione del lettore. Il velo, comunque, è il segno distintivo dei membri dell'U.D.R.I. (Unione Deformità Repellenti e Improbabili) di cui Joelle fa parte. La Più Bella Ragazza Di Tutti i Tempi è la protagonista di Infinite Jest (filmato attraverso delle lenti oscillanti che simulano la visione neo natale), che si abbassa verso la telecamera come se si sporgesse su una culla e si scusa a profusione, senza indossare il velo: e ciò si presume dia il via ad una specie di complesso piacere che porta a letale assuefazione lo spettatore che assiste anche a pochi fotogrammi del samizdat. Tenta di togliersi la vita nel bagno di Molly Notkins attraverso una massiccia ingestione di coca freebase, ma senza successo, e dopo il ricovero viene trasferita alla Ennet House, dove conosce Gately, con il quale condivide una profonda amicizia e forse qualcosa di più.
- Kate Gompert soffre di una profonda depressione unipolare. È una dipendente dalla cannabis. Il personaggio prende il nome da qualcuno che Wallace realmente conosceva; l'eponimo ha citato in giudizio David Foster Wallace e il suo editore.
- Pat Montesian - Manager della Ennet House, è una ex tossicodipendente e moglie di Mars Montesian, un miliardario di Boston. Viene vagamente lasciato supporre che Mars detenga l'unica forma non letale di Intrattenimento, e che sua figlia ne sia disperatamente dipendente. Pat nutre particolare tenerezza verso Don Gately.
- Ken Erdedy - Un tossico da marijuana che compare sin dai primi capitoli del libro. Di estrazione borghese, Ken si sente spesso fuori luogo agli incontri dei NA (Narcotisti Anonimi) e in un episodio in particolare si rifiuta di partecipare al rito collettivo dell'abbraccio, innescando le ire di Roy Tony, fratello di Povero Tony Krause (il personaggio di Roy Tony e la sua relazione con P.T. si evince a pag. 55 del romanzo).
- Bruce Green - Marito di Mildred Bonk Green, un tempo viveva con lei e Tommy Doocey, pusher dal labbro leporino di Erdedy (e altri) nella roulotte di lui; reticente e affettuosamente considerato come stoico da Gately, Green accompagna Lenz nella passeggiata di ritorno da un incontro degli Alcolisti Anonimi e in tal modo impedisce inconsapevolmente a Lenz di uccidere gli animali domestici che si aggirano nei dintorni.
- Randy Lenz - Uno spregevole residente della Ennet, che probabilmente accetta suo malgrado di iniziare un programma di recupero in quanto braccato dalla polizia e da un gruppo di pusher che aveva tentato di raggirare. Viene allontanato dalla casa in quanto aveva preso l'abitudine di intrappolare animali randagi in sacchetti di plastica e dargli fuoco, abitudine che si trasforma nel vizio di tagliare la gola ai cani del vicinato, e da ciò ne nasce una rissa con alcuni canadesi in cui Gately viene ferito. Prima di questo evento era tra l'altro già ricaduto nell'abuso di sostanze.
- Tiny Ewell - Un avvocato affetto da nanismo, finito alla Ennet dopo essersi schiantato con la sua Saab nella vetrina di un negozio mentre guidava in stato d'ebbrezza; è ossessionato dai tatuaggi altrui (provvedendo addirittura a classificarli) come pure per gli angoli dei letti di ospedale rifatti.
- Doony Glynn - Un riparatore di tetti di Boston residente della Ennet e affetto da una grave forma di diverticolite. È anche vittima di alcuni paradossali incidenti sul lavoro (cfr. pagg. 188 e 189).
- Geoffrey Day - Indecentemente verboso, Day è un residente che prima del ricovero svolgeva varie attività nel mondo della cultura, ed è anche l'autore di un articolo sull'A.F.R. e il loro "Jeu du Prochain Train” che Struck plagia rovinosamente per il corso "Quebechiano" della Pontricourt (una pro-rettrice dell'ETA). Vedi nota 304 per maggiori chiarimenti.
- Calvin Thrust - Attuale residente della Ennet, è un ex porno-attore comparso in numerosi film di James Incadenza.
- Emil Minty - Un personaggio che forse prende il nome dall'attore che presta il volto al bambino selvaggio nel film Interceptor - Il guerriero della strada.

### Les Assassins des Fauteuils Rollents
Les Assassins des Fauteuils Rollents (AFR) ovvero, in italiano, gli Assassini sulle Sedie a Rotelle, è un gruppo separatista quebechiano. (La parola «rollents», scritta così nel testo di Wallace al posto della grafia corretta "roulants", è uno dei numerosi errori di francese che l'autore ha volutamente posto nel romanzo). Moltissimi gruppi come questi esistono al tempo del libro, quando gli Stati Uniti hanno costretto il Canada e il Messico ad unirsi nell'Organization of North American Nations (ONAN), ma l'AFR è tra questi il più sanguinario ed estremo. Mentre gli altri separatisti si accontenterebbero che il Québec fosse una Nazione autonoma, l'AFR vuole che il Canada abbandoni l'ONAN e restituisca agli USA l'inquinatissima Grande Concavità.
L'AFR va alla ricerca della copia master di Infinite Jest (l'unica riproducibile, a differenza delle altre), da utilizzare come arma terroristica per raggiungere le sue finalità anti-experialiste. (Per Experialismo, una voce nuova creata dall'autore, si intende il contrario dell'Imperialismo: invece di annettere territori per aumentare il loro dominio, gli USA cedono le aree più problematiche dal punto di vista ambientale ad altri stati, lasciandone ad essi la gestione).
Il rito d'ingresso nell'AFR è un 'gioco d'infanzia' in cui figli di minatori si schierano sul bordo dei binari di una ferrovia e si sfidano a saltare per ultimi al sopraggiungere di un treno; molti sono i ragazzi che in questo modo muoiono o perdono le gambe. Ma pur sedendo su sedie a rotelle, i membri dell'A.F.R. sono brutali e senza pietà (cfr. ancora la nota 304 per conoscere nel dettaglio le motivazioni, i fini e i metodi di questo gruppo). Solo il figlio di un minatore non è riuscito a saltare, e potrebbe essere il padre di John Wayne, dal momento che entrambi hanno lo stesso cognome. La liaison di Avril con John e l'attaché medico mezzo canadese che Gately uccide accidentalmente, suggerisce la sussistenza di legami della donna con l'AFR e gli altri gruppi separatisti, così come viene lasciato supporre che la pro-rettrice dell'ETA Poutrincourt sia una infiltrata del gruppo all'interno dell'accademia.
Uno dei crimini più efferati dell'AFR è l'assassinio dei fratelli Lucien e Bertraund Antitoi, facenti parte del gruppo separatista FLQ, i cui fini e metodi vengono considerati dall'AFR inaccettabilmente moderati. I due fratelli sono proprietari del negozio di specchi, oggetti scherzosi, cartoline ecc. chiamato Antitoi Entertainment e che usano come copertura, situato all'imbocco di Prospect street vicino a Inman square nel degradato quartiere portoghese/brasiliano di Cambridge (crf. p. 257 ediz. Einaudi stile libero). Da loro Pemulis ha acquistato 650 mg di DMZ. Gli sfortunati Antitoi vengono barbaramente uccisi da alcuni membri degli AFR (recatisi nel negozio per cercarvi il master di Infinite Jest), uno con un chiodo da rotaia in un occhio e l'altro con la propria scopa dall'estremità del manico acuminata la quale gli viene infilata in bocca fino a fargliela uscire dall'estremità opposta del tronco.

### Povero Tony Krause (P.T. Krause)
Povero Tony è una drag queen in passato associata al fratello maggiore di Michael Pemulis (Matty Pemulis) e Randy Lenz in un gruppo che metteva a segno varie azioni per conto di M. DuPlessis. Nel corso del romanzo P.T. è risucchiato in una spirale fatta di droghe e carcere, fino a morire per mano degli AFR. Povero Tony è tra l'altro un ponte che collega vari personaggi all'Intrattenimento, tra cui Don Gately, e ci sono alcune supposizioni sul fatto che potrebbe essere stato sottoposto alla visione del samizdat in una forma non letale ma che portava comunque all'assuefazione. Anche Don Gately ha avuto probabilmente un'esperienza simile con l'Intrattenimento, ma ne ha perduto memoria.

## Ambientazione

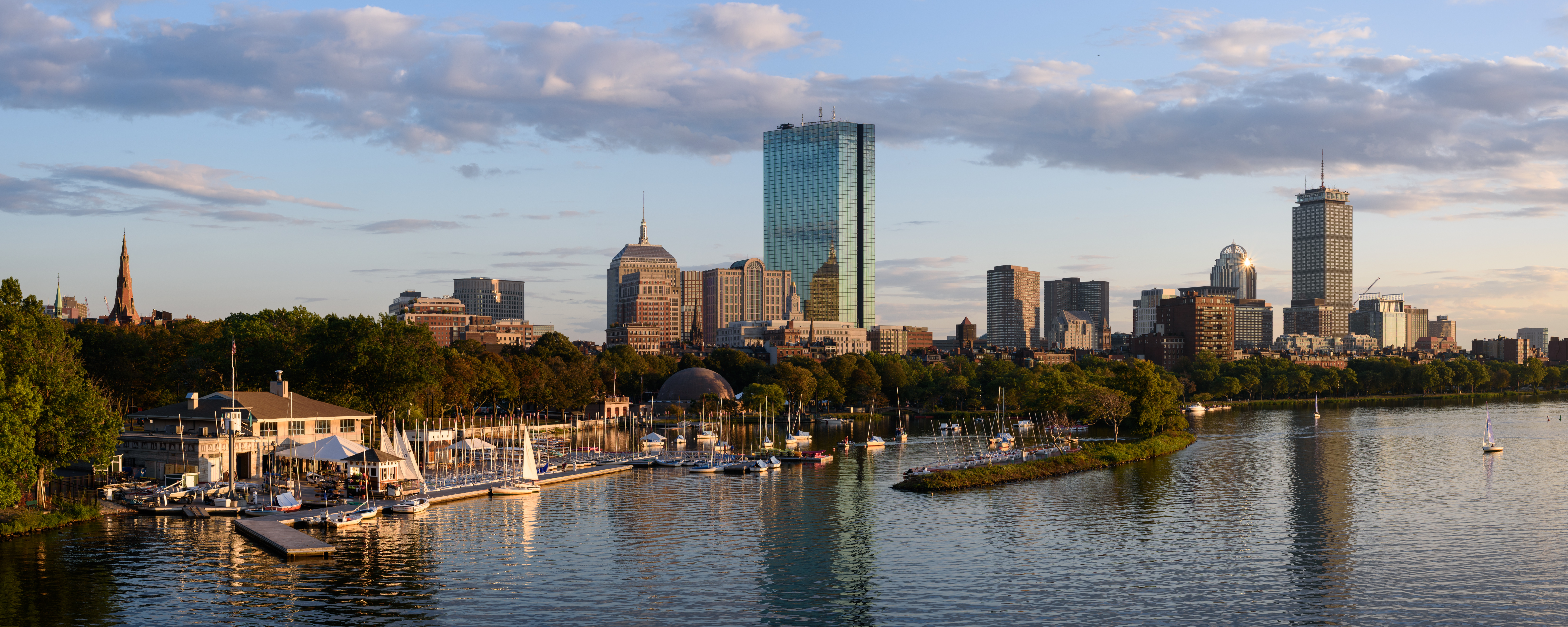
Boston è la città in cui è ambientata la maggior parte di Infinite Jest.

I lettori che hanno familiarità con Brighton, Massachusetts, riconosceranno la sua particolare rassomiglianza con la collina di Enfield citata più volte nel romanzo e sede della Enfield Tennis Academy (ETA). Lo scenario della collina di Enfield, in cui gli studenti della ETA trascorrono una vita isolata e tutto sommato idilliaca, rappresenta un punto di contrasto rispetto alla vicina Allston, che nel romanzo è una pericolosa sede di smercio della droga. Il nome Enfield è stato forse tratto dalla vera Enfield, una città non più esistente, un tempo collocata nel cuore del Massachusetts, e ora in gran parte sommersa dal bacino artificiale Quabbin Reservoir.

## Stile dell'opera
Infinite Jest è comunemente ritenuta un'opera complessa, che racchiude in sé diversi generi: romanzo enciclopedico, romanzo postmoderno, realismo isterico sono tra le categorie più utilizzate per descrivere il libro di Wallace. Molto celebre è divenuto l'uso digressivo delle note a piè di pagina, le quali costituiscono spesso dei veri e propri racconti che si dipanano per diverse pagine; esse stesse sono talvolta dotate di note. In un'intervista, Wallace ha dichiarato di aver usato tale tecnica per rompere la linearità del testo.
La lunghezza del romanzo, inoltre, ha offerto a Wallace la possibilità di cimentarsi con vari registri linguistici, dal gergo di strada al lessico medico-scientifico, passando per quello sportivo, giudiziario, cinematografico, accademico.
Il finale del romanzo è stato molto discusso, dal momento che si interrompe bruscamente mentre Gately ricorda la morte del suo amico, e gli eventi centrali accaduti tra l'Anno del Pannolone per Adulti Depend e l'Anno di Glad rimangono fuori dalla narrazione. Ciò che accade è dunque desumibile dagli indizi sparsi nel corso della storia, seguendo una tecnica di frammentazione e ricostruzione dell'intreccio tipica del romanzo postmoderno.

## Accoglienza e diffusione nel mondo
Il magazine TIME l'ha inserito fra i cento migliori romanzi in lingua inglese pubblicati fra il 1923 e il 2005. Più in generale, ha riscosso fin da subito un gran successo negli Stati Uniti, con diverse recensioni positive.
Nel resto del mondo, la diffusione del romanzo è stata parzialmente frenata dalla rarità delle traduzioni, rese particolarmente difficili dalla complessità dell'opera. Al 2016, Infinite Jest era stato tradotto solamente in italiano, spagnolo, tedesco, portoghese e francese.

## Altri media
Nell'inverno del 1996, il giornalista David Lipsky della rivista Rolling Stone venne inviato a scrivere un profilo su David Foster Wallace, durante il tour promozionale di Infinite Jest. Dall'intervista, che non fu pubblicata, sono stati successivamente tratti il libro Come diventare se stessi, e il film The End of the Tour - Un viaggio con David Foster Wallace, uscito in Italia l'11 febbraio 2016.

## Influenza culturale
Il video della canzone Calamity song dei The Decemberists (tratto dall'album The King Is Dead) è esplicitamente ispirato all'episodio dell'Eschaton.

## Edizioni
- David Foster Wallace, Infinite Jest, traduzione di Edoardo Nesi, Annalisa Villoresi, collana Mine vaganti, Fandango libri, 2000, ISBN 978-88-87517-10-1.
- David Foster Wallace, Infinite Jest, traduzione di Edoardo Nesi con la collaborazione di Villoresi A., Giua G., collana Stile Libero big, Einaudi, 2006, ISBN 978-88-06-17872-7.